# モントリオール女性交響楽団

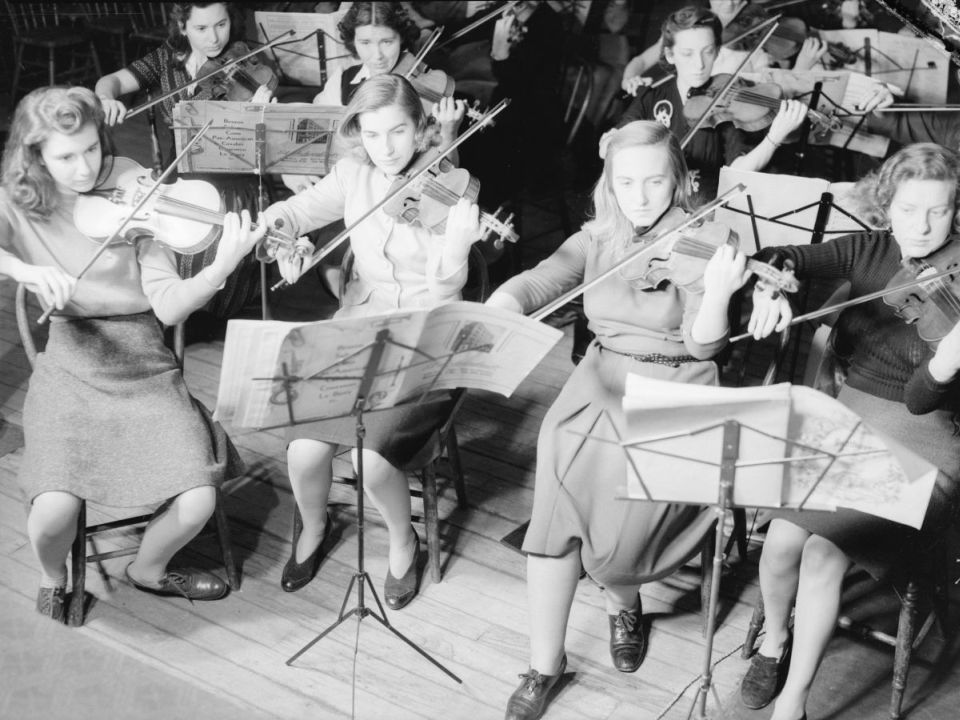
練習に臨むモントリオール女性交響楽団の楽員たち、1942年1月9日

モントリオール女性交響楽団（モントリオールじょせいこうこうがくだん、英語: Montreal Women's Symphony Orchestra, 略称MWSO, フランス語: Symphonie féminine de Montréal）は、カナダのケベック州モントリオールで創設され、1940年に活動を開始し、1965年に活動を終えたカナダではじめての女性による交響楽団。
それ以前に設立された女性による交響楽団としては、1935年に指揮者・ピアニストのアントニア・ブリコによって創設されたニューヨーク女性交響楽団があった。モントリオール女性交響楽団は指揮者のエセル・スタークとマッジ・ボウエンによって創設された。
モントリオール女性交響楽団は、プラトー・ホールを本拠地として活動し、75名のプロおよびアマチュアの楽員によって構成されていた。創立当初は「楽器が持てる」のであれば、アマチュアでも誰でも楽員として受け入れていたが、1947年にアマチュアの受け入れを中断した。女性には楽器を演奏する体力や組織力がないと見なされ、クラシック音楽界において広く受け入れられていない状況下にあっては、女性のみで運営される交響楽団は画期的な存在だった。MWSOがカナダ人女性を鼓舞した事により、カナダの女性運動の中で重要な役割を演じた。

## 歴史
オーケストラのはじめての練習はエセル・スタークの自宅で行われ、1940年7月29日にモン・ロワイヤルではじめての演奏会を開いた。1941年から1942年にかけてのシーズンは4回の演奏会が開かれ、その後は1960年代後半の解散に至るまで、年間10回程度の演奏会が開かれた。オーケストラが迎えた頂点のひとつは、1947年10月22日、招きを受けてニューヨークのカーネギー・ホールで演奏した事である。
MWSOのプログラムの中心を占めたのはヨーロッパの正統的なクラシック音楽だったが、現代作曲家の作品の紹介も高い優先順位を占めた。1954年、オーケストラの弦楽セクションによって、アルノルト・シェーンベルクの作品4『浄められた夜』のカナダ初演が行われた。
ヴァイオリニストのミルドレッド・グッドマンは、1940年から1961年までオーケストラのコンサートマスターを務めた。
1965年にオーケストラが解散に至った大きな要因として、一般のオーケストラが女性音楽家の受け入れをはじめ、ブラインドテストでオーディションが行われるようになった事である。後者の慣行によって、プロのオーケストラに多くの女性が入団する事が可能になった一方で、女性のみによって構成されたオーケストラは、音楽家を目指す女性にとって魅力を欠いた物になっていた。

## 特筆すべき業績
モントリオール女性交響楽団は次のような業績によって注目を集めた。
- カナダではじめて結成された女性による交響楽団
- アフリカ系カナダ人女性（英語版）を楽員としてはじめて受け入れたプロ・オーケストラ
- カーネギー・ホールで演奏したはじめてのカナダのオーケストラ